# Ramiz Azizbeyli
 (avril 2024).
Ramiz Azizbeyli (en azéri: Ramiz Hacı Ağa oğlu Əzizbəyli; né le 20 juillet 1948 à Bakou et mort le 9 juin 2021 à Bakou) est réalisateur, acteur et Artiste du peuple de l'Azerbaïdjan (2008), professeur.

## Biographie
Ramiz Hadji Agha oghlu Azizbeyli est diplômé de la faculté culturelle et éducative de l'Université d'État M. A. Aliyev. Il travaille au studio de cinéma Azerbaijanfilm. Il est l'Artiste du Peuple de la République. En 1987, il commence sa carrière de réalisateur avec le court métrage Le Coq de Pirverdi tourné au studio Debut. Le film participe avec succès à plusieurs festivals de cinéma internationaux et reçoit le prix du premier film au festival All-Union organisé à Kiev. En 1991, il tourne le long métrage  La roue de la  Fortune. Le film reçoit un diplôme spécial au Festival du film des pays d'Asie et d'Amérique latine organisé à Tachkent. Le long métrage  Mensonge qu'il réalise est consacré au problème du Karabakh et aux tragédies qu'il provoque. Ramiz Azizbeyli  enseignait à l'Université d'État de la culture et des arts d'Azerbaïdjan et  dirigeait le Département de mise en scène du Théâtre Musical et des Variétés.

## Titres et distinctions
- Artiste émérite d'Azerbaïdjan - 18 décembre 2000
- Artiste du peuple d'Azerbaïdjan -1er août 2008
- Ordre de la « Renommée » - 1er août 2018
- Ordre Chohrat  (2018)
- Lauréat du prix Hadji Zeynalabdin Taghiyev